# Distictella
Distictella Kuntze és un gènere de plantes de la família Bignoniaceae que té 28 espècies d'arbres.

## Descripció
Són bejucos, amb les branquetes teretes, sense camps glandulars interpeciolares, pseudoestípulas curtes i gruixudes. Fulles 2-folioladas, de vegades amb 1 zarcillo trífido o cicatriu de zarcillo; folíols el·líptics, 13–29 cm de llarg, 6–13 cm d'ample, àpex agut a acuminado, base àmpliament cuneada a arrodonida. Inflorescència una panícula racemosa, puberulenta, flors blanques; calze cupular, gruix, subtruncat, 7–10 mm de llarg; corol·la gruixuda, tubular-campanulada en la part superior a curtament estreta a la base, doblegada lleugerament prop del mitjà, 4.5–6 cm de llarg, densament puberulenta per fora. Càpsula el·líptico-oblonga, alguna cosa comprimida, 10–15 cm de llarg i 5–6 cm d'ample, les valves gruixudes i llenyoses, nervi principal no visible, aplicat-tomentosa.

## Taxonomia
El gènere va ser descrit per Carl Ernst Otto Kuntze i publicat en Lexicon Generum Phanerogamarum 182. 1904[1903]. L'espècie tipus és: Distictella mansoana (DC.) Urb.

## Espècies seleccionades
| - Distictella angustifolia - Distictella arenaria - Distictella broadwayana | - Distictella campinae - Distictella chocoensis - Distictella crassa |